# Gare d'Ilonatelep
La gare d'Ilonatelep est une gare ferroviaire hongroise, située dans le 16e arrondissement de la capitale Budapest  dans le quartier de Cinkota.